# Дьявол всегда здесь
«Дьявол всегда здесь» (англ. The Devil All The Time) — американский психологический триллер, основанный на одноимённом романе в жанре южной готики 2011 года Дональда Рэя Поллока. Режиссёр и соавтор сценария Антонио Кампос, продюсер Джейк Джилленхол и Рэндалл Постер. В главных ролях Том Холланд, Билл Скарсгард, Райли Кио, Джейсон Кларк, Себастиан Стэн, Хейли Беннет, Элайза Сканлен, Миа Васиковска, Роберт Паттинсон и Гарри Мелинг.
Премьера фильма состоялась 16 сентября 2020 года на Netflix.

## Сюжет
Во время Второй мировой войны американский морской пехотинец Уиллард Рассел, находящийся в составе подразделения на Соломоновых островах, находит сержанта морской пехоты, с которого японские солдаты содрали кожу и распяли на кресте. Уиллард прекращает агонию этого человека, которого согласно медальону зовут Миллером Джонсом, застрелив его. После этого Уиллард, воспитанный в строгой религиозной семье, утрачивает веру.
Возвращаясь с войны домой в Коул-Крик, Уиллард проезжает через Мид, Огайо, где в кафе встречает Шарлотту, официантку в закусочной, красивую и добрую девушку. В этот же день в этой же закусочной фотограф по имени Карл Хендерсон встречает другую официантку, Сэнди.
Дома Уилларда ждёт мать Эмма, ревностная христианка, и дядя Эрскел. В отсутствие сына Эмма дала обет: если её мальчик уцелеет, она женит его на Хелен Хэттон, дочери погибших при пожаре соседей. Однако Уиллард говорит, что встретил другую девушку и намерен вернуться к ней. Вскоре он так и поступает: они с Шарлоттой женятся и переезжают в Нокемстифф, где у них рождается сын, которого они называют Арвин. Постепенно Уиллард возвращается к богу, он сооружает в лесу крест, к которому ходит молиться.
Хелен Хэттон не опечалена выбором Уилларда, она проникается чувством к Рою Лаферти. Рой — странный, хотя и харизматичный проповедник-евангелист, который во время проповедей может вывалить себе на голову ядовитых пауков, чтобы продемонстрировать свою веру в Бога. В 1950-м году Хелен выходит замуж за Роя, она рожает дочь, которую называют Ленора. Эмма Рассел продолжает опекать Хелен, помогает ей с девочкой. Во время одной из проповедей Роя все-таки кусает паук, и у него начинается сильная аллергическая реакция, которая влияет на его восприятие реальности. Он начинает верить, что обладает способностью воскрешать мертвых, и берёт Хелен с собой в лес, где протыкает ей шею отверткой, после чего пытается воскресить, но терпит неудачу. Рой осознает, то он сделал, и скрывается. Не выбирая дороги, он путешествует автостопом, и его подбирают ставшие семейной парой Карл Хендерсон и Сэнди. Теперь Карл и Сэнди — серийные убийцы, которые подсаживают мужчин-автостопщиков, Карл предлагает им заняться сексом с Сэнди, которая оказывается не против, затем Карл убивает попутчиков, сделав фотографии до и после убийств. Рой отказывается от секса с Сэнди, но Карл всё равно убивает его.
В 1957 году сыну Уилларда Арвину исполняется 9 лет. Мальчик счастлив в семье, но его преследуют в школе местные хулиганы. Уиллард преподает Арвину уроки самозащиты. Так, однажды, когда Уиллард вместе с сыном молился у креста в лесу, два браконьера, гулявших по лесу, начали оскорблять Уилларда, намекая на то, что он оставил дома свою красавицу-жену, к которой во время его молитвы может заглянуть другой мужчина. Уиллард закончил молитву, не обращая внимание на пошлые намёки, вернулся домой с сыном, где также ничем не выдал своих чувств, но потом забрал Арвина, сказав Шарлотте, что они едут на заправку. Однако на деле Уиллард приехал к местному питейному заведению, справедливо рассчитав, что именно там будут отдыхать браконьеры, и на глазах у сына и окружающих жестоко избил мужчин, которые посмели оскорблять его и его жену. Арвину же он объяснил, что нужно давать отпор, правильно выбрав момент. Арвин счастлив, чувствуя единение с отцом.
Вскоре Шарлотте ставят диагноз — рак в неоперабельной стадии. Уиллард верит, что он может воздействовать на Бога горячей молитвой, чтобы удалить рак из тела его жены. Он молится Богу все горячей и даже приносит в жертву собаку Арвина. Однако Шарлотта умирает, несмотря на все мольбы. Тогда Уиллард совершает самоубийство, перерезав себе горло. Арвина забирает молодой помощник шерифа Ли Бодекер и отправляет мальчика к его бабушке Эмме и её брату Эрскелу, которые по-прежнему живут вместе в Коул-Крике и к тому моменту удочерили оставшуюся без родителей Ленору Лаферти.
Сэнди и Карл живут вместе, периодически выбираясь в поездки по стране, в ходе которых совершают новые убийства. Между поездками Сэнди занимается проституцией в баре, о чём идут слухи, которые начинают беспокоить брата Сэнди, которым является помощник шерифа Ли Бодекер. Ли — состоит на жаловании у владельца бара, где работает Сэнди, и многих других заведений, местного теневого дельца Лероя. Свою сестру он любит, её мужа презирает, но слухи о том, что Сэнди продает себя, беспокоят его ещё и в связи с будущими выборами на должность шерифа. Запутавшись в делах с Лероем и выборами, не видя другого выхода, Бодекер расправляется с Лероем и его подручным, убивая их. Тем временем в Сэнди постепенно зреет бунт против того, во что её втравил Карл.
В 1965 году Арвин получает в подарок на день рождения отцовский пистолет люгер. Он живёт в любящей семье, и хотя его несколько раздражает слепая вера Эммы и Леноры, он очень привязан к ним и дяде Эрскелу. Ленора из-за своей набожности становится объектом травли местных хулиганов. Арвин, помня завет отца, выбирает момент и расправляется с каждым из них.
В приходе появляется новый преподобный Престон Тигардин с женой. Престон — самовлюбленный лицемер, он пользуется беззащитностью Леноры, которая испытывает платоническую влюблённость в преподобного, сближается с ней, соблазняет и безжалостно рвёт их отношения, когда она беременеет. Не желая позорить свою семью, Ленора планирует покончить с собой, повесившись. В последнюю секунду она решает не доводить дело до самоубийства, но, пытаясь развязать петлю, соскальзывает с опоры и всё-таки погибает. После похорон к Арвину приходит шериф и по секрету сообщает, что Ленора была беременна: шериф не решился расстроить Эмму, но посчитал нужным сообщить Арвину. Арвин подозревает, что в деле замешан преподобный Престон. Он следит за ним и видит, как тот соблазняет другую несовершеннолетнюю девушку.
Арвин принимает решение покарать Престона. Он приходит в церковь, где затевает с преподобным игру в исповедь, а затем обвиняет в гибели Леноры. Престон пытается вывернуться, уверяя, что Ленора имела связь с кем-то другим, но это ещё больше выводит Арвина из себя: он-то знает, что его названная сестра была скромной и религиозной девушкой, сбить её с пути мог только тот, кто казался ей чистым. Арвин убивает Престона из отцовского люгера и покидает родные места.
Он ловит попутку и оказывается в машине у Карла и Сэнди. Карл начинает ритуал расправы с очередной жертвой. Он под благовидным предлогом просит Сэнди остановиться в красивом месте. Когда сам выходит из машины, Арвин замечает очертания пистолета в его заднем кармане. Арвин незаметно достает люгер и в тот момент, когда Карл наводит на него пистолет, убивает Карла в порядке самообороны. Сэнди, к тому моменту уже ненавидевшая Карла всей душой, тем не менее, защищаясь, выхватывает свой пистолет и наводит на Арвина. Двое не хотят стрелять друг в друга, Арвин просит Сэнди опустить ствол, но у неё сдают нервы и она жмёт на курок. Однако Сэнди не знала, что подозрительный Карл, видя её нежелание продолжать убийства и опасаясь её, незадолго до поездки тайно заменил патроны в её пистолете на холостые. Поэтому Арвин остаётся невредим, а Сэнди убивает выстрелом из люгера. Арвин находит фотопленки, а также фотографию с убитым парочкой мужчиной, из которой следует, что Карл и Сэнди были серийными убийцами. Фотографию и плёнки Арвин забирает с собой.
Вскоре тела Хендерсонов обнаруживает полиция, на место преступления также приезжает Ли Бодекер. Он искренне горюет по своей непутёвой сестре, однако тут же незаконно проникает в квартиру Карла и Сэнди, где находит фотографий и плёнки Карла с их живыми и мёртвыми жертвами, изымает их и сжигает, чтобы спасти себя.
Бодекеру становится известно, что Карл и Сэнди убиты из люгера. Вскоре ему звонит шериф из Коул-Крика, сообщает об убийстве преподобного Престона, о том, что подозревают в этом исчезнувшего Арвина Рассела, у которого тоже был люгер. Поскольку в детстве Арвин жил в Нокемстиффе, Бодекера просят проверить, не объявился ли парень близь бывшего дома своих родителей.
Арвин действительно едет в Нокемстифф, чтобы навестить дом своего детства, однако дом сгорел и он идёт к молельному кресту на могилу своей собаки, принесенной в жертву отцом, чтобы спасти мать. В этот момент в лесу появляется Бодекер, вооруженный дробовиком: он решил не арестовывать Арвина, а лично разделаться с убийцей Сэнди. Арвин пытается уклониться от схватки, он прячется и кричит из укрытия о том, что и Престон, и Сэнди с Карлом были плохими людьми, у него есть фотографии Сэнди с телом пропавшего без вести преподобного Роя Лаферти. Однако Бодекер ничего не хочет слышать и пытается убить Арвина.  Арвин попадает Ли в живот из люгера. Перед смертью Ли Арвин показывает ему фотографию с Сэнди и телом Роя. Он оставляет на месте смерти Бодекера фотографию и плёнки из бардачка машины, чтобы серийные убийства Карла и Сэнди были раскрыты, а сам скрывается.
Он снова ловит попутку и его подбирают хиппи. В машине Арвин изо всех сил пытается не заснуть. Он думает о прошлом и будущем, которое не определено.

## В ролях
| Актёр              | Роль                          |
| ------------------ | ----------------------------- |
| Том Холланд        | Арвин Рассел                  |
| Билл Скарсгард     | Уиллард Рассел                |
| Райли Кио          | Сэнди Хендерсон               |
| Джейсон Кларк      | Карл Хендерсон                |
| Себастиан Стэн     | шериф Ли Бодекер              |
| Хейли Беннетт      | Шарлотта Рассел               |
| Элайза Сканлен     | Ленора Лаферти                |
| Миа Васиковска     | Хелен Хаттон                  |
| Роберт Паттинсон   | преподобный Престон Тигардин  |
| Гарри Меллинг      | Рой Лаферти                   |
| Дональд Рэй Поллок | рассказчик (озвучка)          |
| Майкл Бэнкс Репета | Арвин Рассел в возрасте 9 лет |
| Эвер Элуиз Ландрум | Ленора Лаферти в детстве      |
| Поки Лафарж        | Теодор                        |
| Дуглас Ходж        | Лерой Браун                   |
| Кристин Гриффит    | Эмма Рассел                   |
| Дэвид Эткинсон     | Эрскелл                       |
| Дрю Старки         | Томми Мэтсон                  |
| Тедди Коул         | Хиппи                         |

## Производство
Фильм был анонсирован в сентябре 2018 года, когда Том Холланд, Роберт Паттинсон, Крис Эванс и Миа Васиковска были заявлены на главные роли. Антонио Кампос написал сценарий и поставил фильм, а Джейк Джилленхол — спродюсировал. В январе 2019 года Билл Скарсгард и Элиза Сканлен присоединились к актёрскому составу, а Netflix приступил к распространению фильма. Себастьян Стэн пришёл на замену Эвансу после того, как конфликты с расписанием заставили его выбыть и лично рекомендовал Стэна на своё место. Кроме того, Джейсон Кларк, Райли Кио и Хейли Беннет были объявлены частью актёрского состава. В марте 2019 года Гарри Меллинг присоединился к актёрскому составу фильма.
Съёмки фильма начались 19 февраля 2019 года в Бирмингеме, штат Алабама, Пелл-Сити, штат Алабама, Аннистоне, штат Алабама и Дитсвилле, штат Алабама. Съёмки фильма в Монтевалло, штат Алабама, состоялись 11 марта 2019 года. Съёмки фильма завершились 15 апреля 2019 года.

## Релиз
Фильм вышел на экраны 11 сентября 2020 года в нескольких кинотеатрах, затем на Netflix — 16 сентября 2020 года.
Фильм стал самым просматриваемым на Netflix за первые два дня, и третьим в целом за первые пять дней. В ноябре 2020 года Variety сообщила, что фильм занял 22-е место по количеству просмотров на Netflix в 2020 году.

## Приём критиков
На сайте Rotten Tomatoes у фильма рейтинг 65 % основанный на 197 обзорах с оценкой 6.3/10. Майкл Филлипс из Chicago Tribune пишет: «Фильм легкий для глаз… его стоит посмотреть из-за интригующего актёрского ансамбля, максимально аутентичного обстановке. Холланд потрясающе играет, принимая каждую новую неудачу в жизни [своего персонажа], не раскрывая всю степень ущерба».